# Афанасьев, Владимир Ильич
Влади́мир Ильи́ч Афана́сьев (24 апреля 1921, Никандровка, Воронежская губерния, РСФСР — 20 мая 1979, Москва, СССР) — подполковник авиации, Герой Советского Союза (1944).

## Биография
Родился 24 апреля 1921 года в деревне Никандровка (ныне не существует, урочище на территории Борисоглебского городского округа Воронежской области). Русский. В армии с 1939 года. В 1940 году окончил Борисоглебскую военную авиационную школу лётчиков, был оставлен в ней лётчиком-инструктором.
Участник Великой Отечественной войны: в январе 1942 года — младший лётчик 630-го истребительного авиационного полка (Северо-Западный фронт), в феврале 1942-мае 1945 — командир звена, заместитель командира и командир авиаэскадрильи 253-го (с октября 1943 года — 145-го гвардейского) истребительного авиационного полка (Калининский фронт, Западный фронт ПВО и 2-й Прибалтийский фронт). За время войны совершил более 300 боевых вылетов на истребителях ЛаГГ-3 и Ла-5, в воздушных боях лично сбил 11 и в группе 5 самолётов противника.
За мужество и героизм, проявленные в боях, старшему лейтенанту Афанасьеву Виктору Ильичу Указом Президиума Верховного Совета СССР от 29 марта 1944 года присвоено звание Героя Советского Союза с вручением ордена Ленина и медали «Золотая Звезда» (№ 3330).
После войны продолжал службу в строевых частях ВВС. С 1946 года капитан В. И. Афанасьев — в запасе.

Могила Афанасьева на Кунцевском кладбище Москвы.

В 1947—1950 годах — лётчик транспортного отряда Министерства авиационной промышленности СССР. В 1950—1953 годах — лётчик-испытатель авиационного завода № 1 (город Куйбышев, ныне Самара); испытывал серийные реактивные истребители МиГ-15бис, МиГ-15УТИ, МиГ-17 и их модификации. В 1953—1955 годах — лётчик-испытатель авиазавода № 126 (город Комсомольск-на-Амуре); испытывал серийные реактивные истребители МиГ-17, МиГ-17Ф и их модификации. В 1955—1965 годах — лётчик-испытатель НИИ-17 (г. Москва); участвовал в испытаниях различного самолётного оборудования и систем на самолётах.
Жил в Москве. Умер 20 мая 1979 года.

## Награды и звания
- Медаль «Золотая Звезда» Героя Советского Союза
- Орден Ленина (1944)
- Два ордена Красного Знамени (октябрь 1942, ноябрь 1942)
- Медали, в том числе:
  - Медаль «За победу над Германией в Великой Отечественной войне 1941—1945 гг.»
  - Юбилейная медаль «Двадцать лет Победы в Великой Отечественной войне 1941—1945 гг.»
  - Юбилейная медаль «Тридцать лет Победы в Великой Отечественной войне 1941—1945 гг.»
- Лётчик-испытатель 2-го класса (1956).

## Память
- Похоронен на Кунцевском кладбище в Москве (участок 9-3).